# Livraria Bertrand

Logo

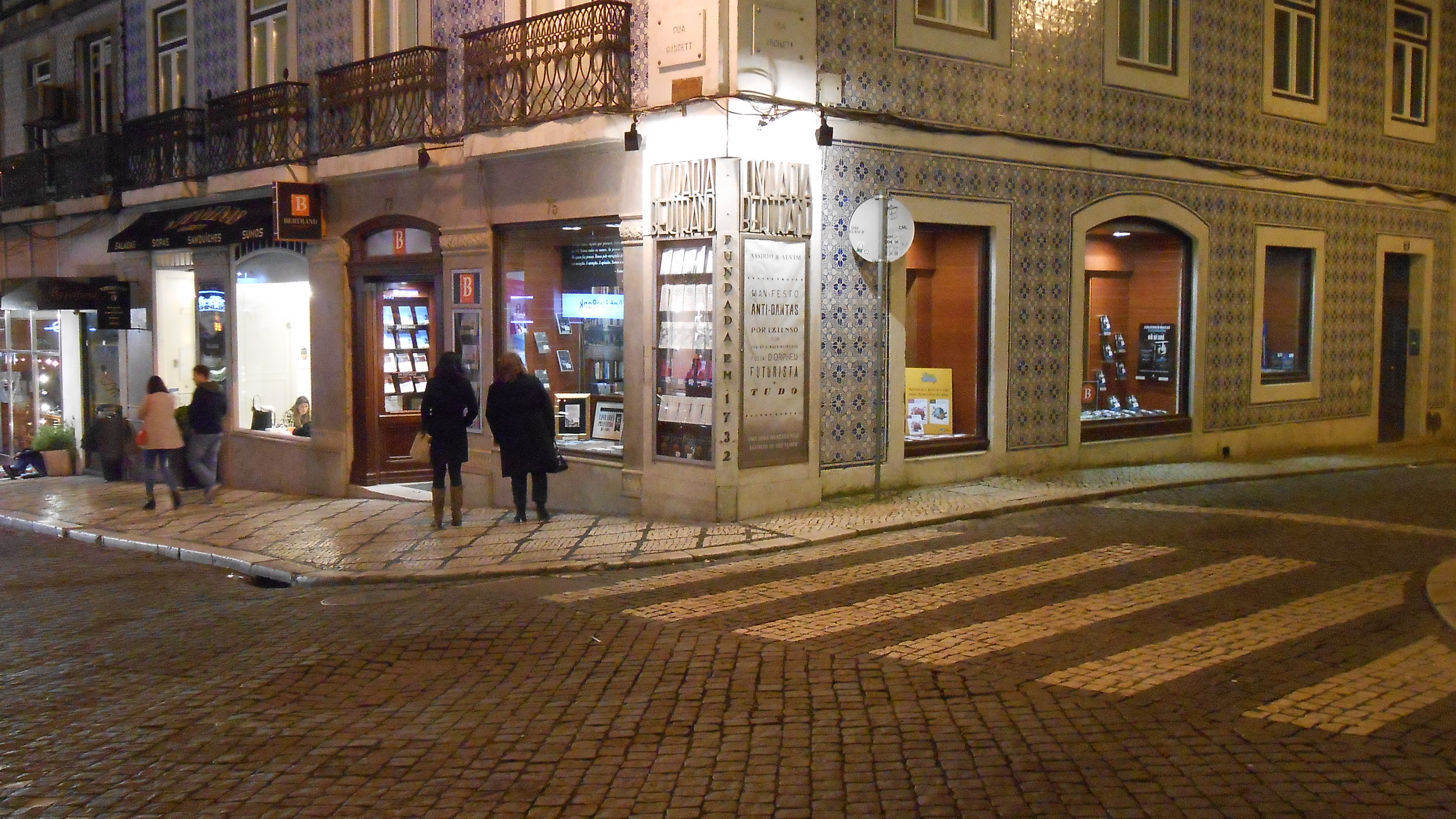
Die Livraria Bertrand am Abend

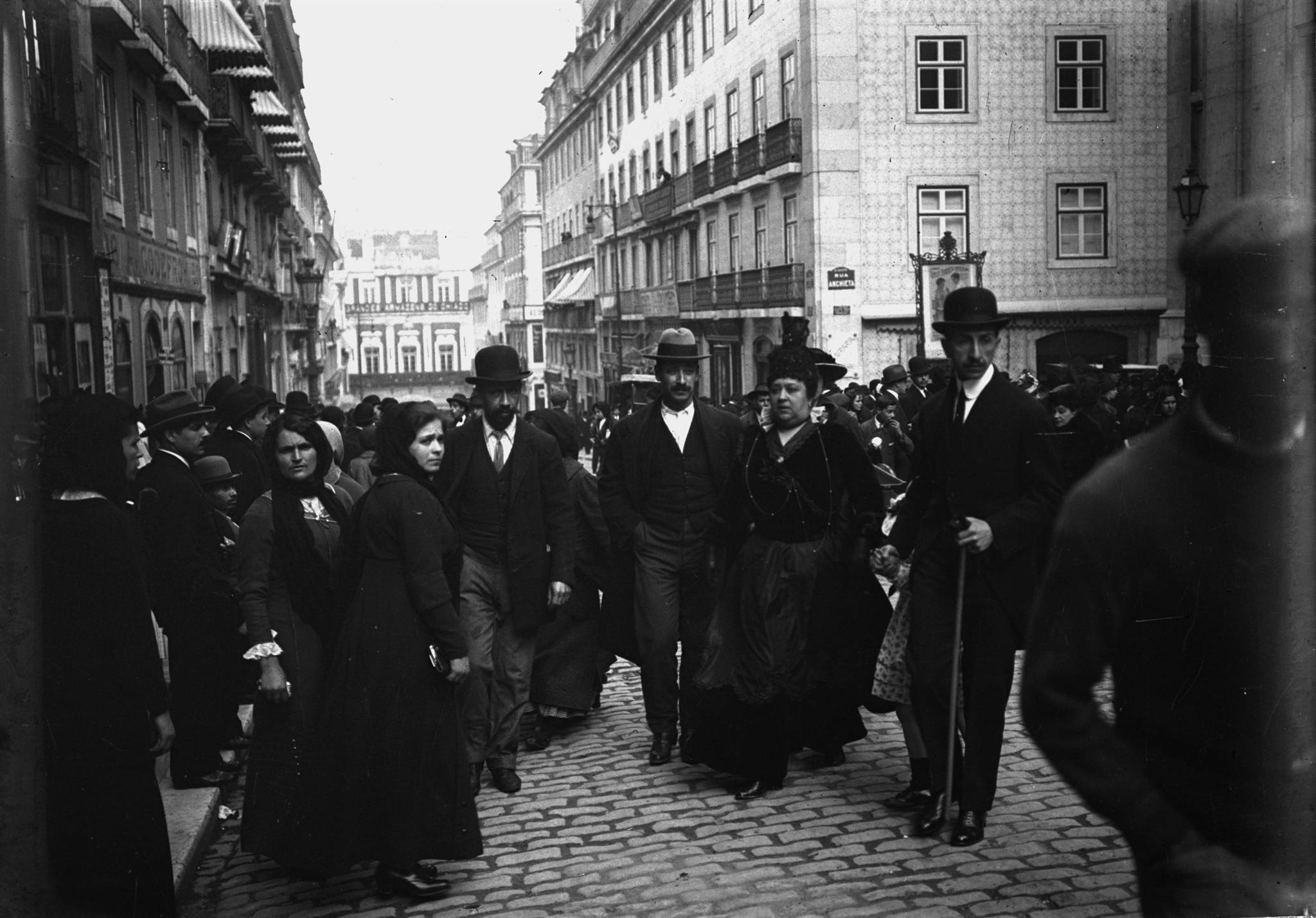
Die Buchhandlung 1912 (rechts im Hintergrund)

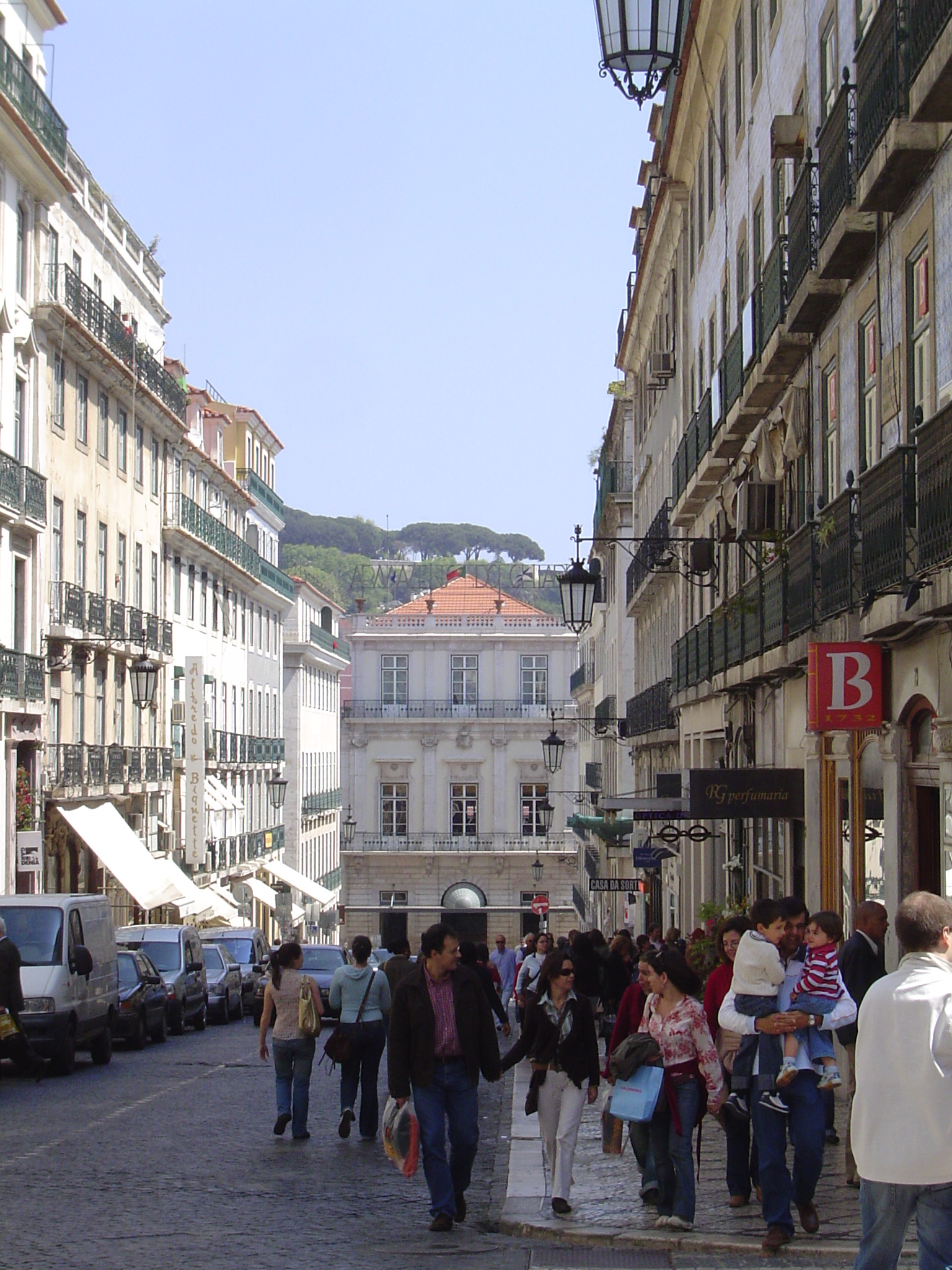
Die Rua Garrett vor der Buchhandlung (Ladeneingang rechts, unter dem Firmenlogo)

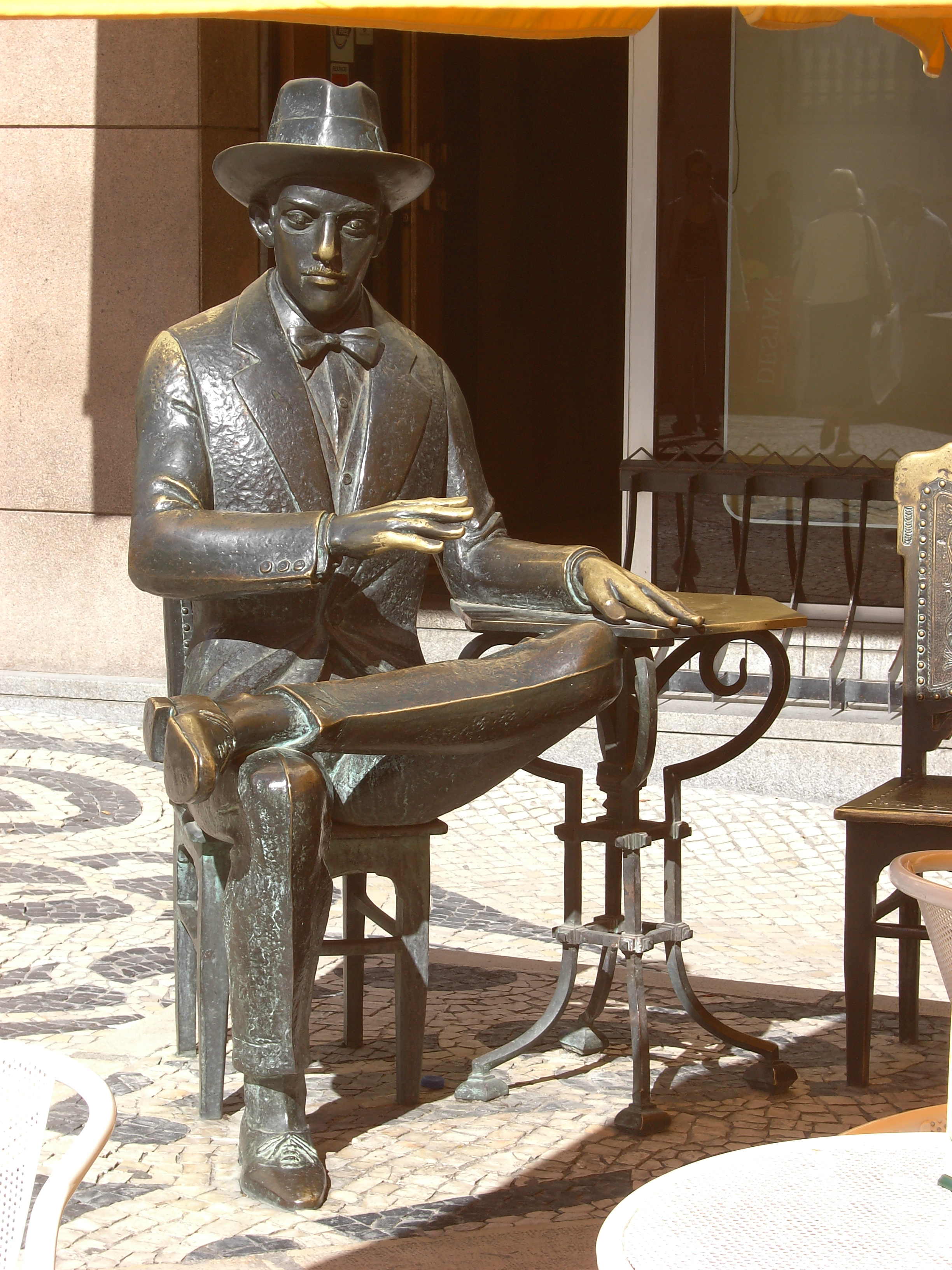
Die Bronzestatue von Fernando Pessoa nahe der Buchhandlung.

Die Livraria Bertrand (auch Bertrand do Chiado) ist eine Buchhandlung in Portugal. Sie wurde 1732 gegründet und ist damit die älteste, durchgehend betriebene Buchhandlung der Welt. Sie befindet sich im Lissaboner Stadtviertel Chiado nahe der Staatsoper Teatro Nacional de São Carlos und dem Café A Brasileira, vor dessen Esplanade eine Bronzestatue an Dichter Fernando Pessoa erinnert. Die Buchhandlung hat das Erdbeben von 1755, Revolutionen und auch die Finanz- und Wirtschaftskrise ab 2007 überstanden. 
Heute ist das Unternehmen Bertrand zudem eine bedeutende Buchhandelskette, Online-Händler und Verlag.

## Geschichte
Paulo Faure eröffnete 1732 die Buchhandlung in der Rua Direita do Loreto. 1747 heiratete eine Tochter Faures den Franzosen Pierre Bertrand, der zusammen mit seinem Bruder Jean Joseph Teilhaber der Buchhandlung wurde. Bei dem Erdbeben von 1755 wurde auch die Buchhandlung weitgehend zerstört, und Pierre Bertrand zog sich aus dem Buchhandel zurück. Sein Bruder Jean Joseph hingegen führte das Buchgeschäft weiter und bezog neue Räume nahe der Capela da Nossa Senhora das Necessidades, bevor er 1773 in die Nummer 73 der Rua Garrett umzog, wo das Geschäft bis heute besteht. Mit der Fertigstellung der Baixa Pombalina Ende des 18. Jahrhunderts wurde die Buchhandlung zunehmend Anlaufstelle für die Literaturzirkel der Stadt. So zählten Bocage, José Agostinho de Macedo oder auch Alexandre Herculano zu den Kunden und Besuchern der Gesprächszirkel, später auch Eça de Queiroz, Antero de Quental und Ramalho Ortigão.
1909 schaffte die Buchhandlung erstmals eigene Druckmaschinen an und betätigte sich nun auch als Druckerei. 1933 wurde Bertrand in eine Aktiengesellschaft umgewandelt. 1955 eröffnete Bertrand erstmals eine Niederlassung, in der Universitätsstadt Coimbra, und 1963 die erste Filiale in Lissabon in der Avenida de Roma. 1969 weitete Bertrand den Vertrieb auf die damalige portugiesische Kolonie Angola aus.
Nach verschiedenen Firmenveränderungen übernahm der Buchclub Círculo de Leitores 2006 das Unternehmen Bertrand und bildete mit ihm das Unternehmen Direct Group Bertelsmann Portugal. 2010 verkaufte der Gütersloher Medienkonzern Bertelsmann das Unternehmen Direct Group Portugal an das größte portugiesische Verlagshaus Porto Editora.
Das Guinness-Buch der Rekorde zertifizierte die Buchhandlung Bertrand am Chiado im März 2011 als älteste noch bestehende Buchhandlung der Welt.

## Heute
Von ursprünglich zwei Verkaufsräumen ist der Laden in der Rua Garrett 73–75 auf heute sechs Räume mit einem Angebot von 70.000 Büchern auf 583 Quadratmetern Verkaufsfläche angewachsen.
Das aus dem Buchladen im Chiado entstandene Unternehmen Bertrand ist mit 58 Buchläden in ganz Kontinentalportugal, auf Madeira und den Azoren vertreten, besonders in den Einkaufszentren des Landes. Darüber hinaus betreibt es einen Internetversandhandel. 
Schon immer veröffentlichte Bertrand auch selbst Bücher. Heute ist die Bertrand Editora, Lda. ein rechtlich eigenständiges Verlagshaus innerhalb des Unternehmens.
Bertrand gehört seit 2010 vollständig zur Gruppe Porto Editora.